# Hrvaška socialno-liberalna stranka
Hrvaška socialno-liberalna stranka (hrvaško: Hrvatska socijalno-liberalna stranka ali HSLS) je konzervativno-liberalna politična stranka na Hrvaškem. HSLS je bila ustanovljena leta 1989 kot prva hrvaška politična stranka, ustanovljena po ponovni uvedbi večstrankarskega sistema. 
HSLS je prvič zmagala na volitvah leta 2000 in skupaj s štirimi strankami, vključno z največjo stranko hrvaške leve sredine, Socialdemokratsko stranko Hrvaške, oblikovala koalicijsko vlado. Po porazu na splošnih volitvah leta 2003 se je začel upad političnega vpliva stranke. Na zadnjih splošnih volitvah leta 2015 je HSLS kot članica desnosredinske koalicije, ki jo vodi stranka Hrvaška demokratska zveza, v hrvaškem saboru osvojila 2 od 151 sedežev. 
HSLS je članica Liberalne internacionale in Stranke zavezništva liberalcev in demokratov za Evropo. Predsednik stranke je Darinko Kosor, ki je bil izvoljen na to mesto novembra 2009.